# 민와일
민와일(Meanwhile)은 할 하틀리 감독의 2011년 영화이다.

## 줄거리
한 남자가 친구의 집 열쇠를 얻기 위해 맨해튼을 횡단하며 다양한 사람들과 조우한다.

## 출연

### 주연
- D.J. 멘델